# Міколай Закліка з Мендзиґужа
Міколай Закліка з Мендзиґужа та Мидльніків гербу Топор (пом. після 1409) — польський державний діяч, великий канцлер коронний (1384—1409—?), староста Бжесць-Куявський (1398—1401).

## Життєпис
Міколай був представником польського шляхетського роду Закліків гербу Топор. Син воєводи сандомирського Яна Закліки з Мендзиґужа, який отримав від короля Казимира Великого село Мендзиґуже та став родоначальником роду Заклік.
1377 року, коли малопольська шляхта поспішала на Червону Русь, щоб відбити напад литовців, однією з 7 хоругв, виряджених родом Топорчиків, керував Міколай Закліка
Будучи одним із двох синів Яна Закліки, Міколай мав стати священиком, згодом він отримав посаду пробста сандомирського (1384—1394).
1384 року був призначений канцлером двору королеви Ядвіги. Після коронації Владислава II Ягайла 1386 року очолив його королівську канцелярію. Мав тісні зв'язки із впливовим каштеляном і старостою краківським Яном із Тенчина; зокрема, через канцлера «краківські пани» здійснювали вплив на політику нового короля.
Починаючи з червня 1394 Міколай Закліка поволі віддаляється від канцелярійної діяльності. Його функції в канцелярії перейняли підканцлер Клеменс Москажевський і протонотаріус Миколай Куровський. Після того, як 1403 року підканцлером став Миколай Тромба, канцлер узагалі лише зрідка зустрічався в канцелярських формулах.
Протягом 1398—1401 років Міколай Закліка був старостою Бжесць-Куявським. Наприкінці свого тривалого перебування на посаді канцлера, він присвячує себе розбудові та внутрішньому облаштуванню королівських земель Куявського староства, які доводить до дуже заможного стану. Завдяки зусиллям королеви 1399 року, канцлер Закліка з Мендзиґужа подарував село Щепанув сандомирському кляштору Святого Духа та шпиталю при ньому.
1401 року брав участь у підписанні Віленсько-Радомської унії між Польським королівством і Великим князівством Литовським.
Дбаючи про користь і добробут відновленого Краківського університету, Міколай Закліка зрікається на її користь своїх прав патронату над колегіатою св. Ідзі в Кракові. Папа підтверджує цю пожертву буллою від 10 травня 1401 року, а канцлера Закліку Академія записує до числа своїх благодійників. 15 червня разом із підканцлером Клеменсом Москажевським він склав проєкт декрету про церемоніальні королівські пожертви для Краківського університету.
1408 року він виступає одним із виконавців заповіту померлої королеви Ядвіги.
Востаннє як канцлер Міколай Закліка виступає у документі від 19 серпня 1409 року. Ймовірно, його можна також ідентифікувати з безіменним канцлером, згаданим 1411 року в рахунках міста Казімежа.

## Сім'я
Близько 1394 року одружився з Ядвігою, пізніше вдруге одружився з Анною.
Мав сина, можливо, на ім'я Ян (пом. 1451), який був зятем доньки люблінського каштеляна Міхала з Богуміловиць і Януша Кобилянського, до 1432 року разом із братами був тенутаріушем (негродовим старостою) солецьким, власником маєтків у Люблінській землі, зокрема, частини Бистшиці та Тисьмениці, клієнт родини Тенчинських.

## Топоніми
На честь Міколая Закліки названа одна з вулиць у Кракові, у районі Мидльніки — вулиця Закліки з Мидльніків, яка простягається від вулиці Баліцької до берегів річки Рудава. 